# بوصير سلطي
البوصير السلطي (باللاتينية: Verbascum saltense) نوع نباتي يتبع جنس البوصير من الفصيلة الغدبية.

## الموئل والانتشار
موطنه بلاد الشام.